# Vernicia
Genre
Vernicia, communément Tung-Tree, est un genre de plantes à fleurs de la famille des Euphorbiacées, comprenant selon les auteurs, trois espèces ou plus, originaire de l'est et du sud de l'Asie.
Ce sont des arbustes ou des arbres pouvant atteindre 20 m de hauteur. Les feuilles sont alternes, larges, entières à lobées palmées. Elles peuvent être caduques ou persistantes. Les fleurs sont monoïques ou dioïques.

## Espèces
- Vernicia cordata (Thunb.) Airy Shaw. Sud du Japon.
- Vernicia fordii (Hemsl.) Airy Shaw. Sud de la Chine, Birmanie, nord du Vietnam.
- Vernicia montana Lour. Sud de la Chine, Indochine.

Les espèces ont souvent été incluses dans le genre apparenté Aleurites. Parmi les autres synonymes, on peut citer
- Ambinux Comm. ex Juss.,,
- Dryandra Thunb.
- Elaeococca Comm. ex Juss.

## Culture et utilisation
Les trois espèces sont cultivées pour l'huile de leurs graines, utilisée dans la fabrication du linoléum, de la peinture, des vernis, etc

## Liste d'espèces
Selon ITIS :
- Vernicia anxius Meinke & Kaye
- Vernicia cordata (Thunb.) Airy Shaw
- Vernicia fordii (Hemsl.) Airy-Shaw
- Vernicia montana Lour.
- Vernicia × pseudomargarettiae Trel.